# Nová Ves u Jarošova
Nová Ves u Jarošova là một làng thuộc huyện Svitavy, vùng Pardubický, Cộng hòa Séc.